# Darryl Roberson

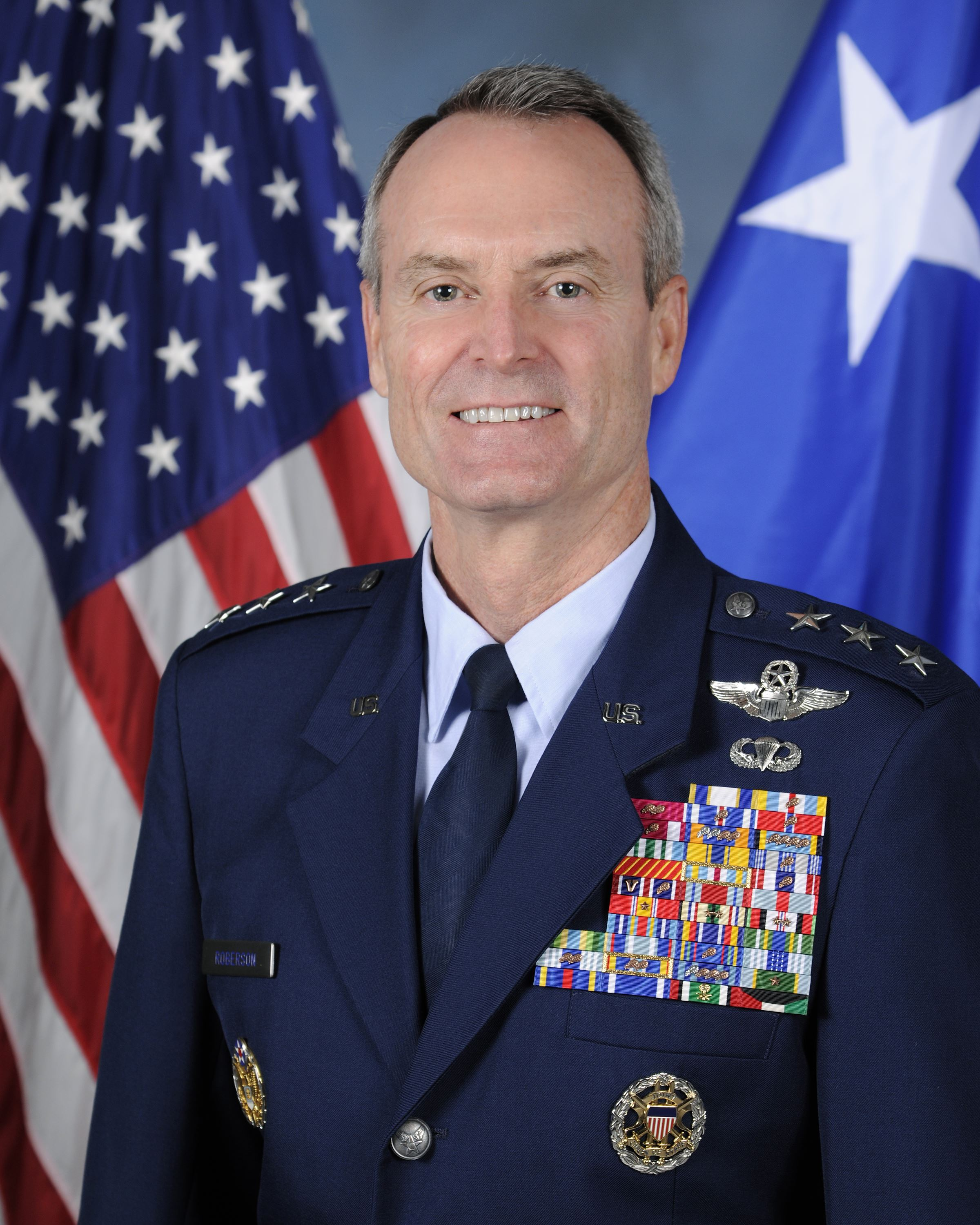
Darryl Lee Roberson (2017)

Darryl Lee Roberson (* 3. März 1960) ist ein pensionierter Generalleutnant der United States Air Force. Er war unter anderem Kommandeur des Air Education and Training Commands.
Im Jahr 1983 absolvierte Roberson die United States Air Force Academy in Colorado Springs. Nach seiner Graduation wurde er als Leutnant in das Offizierskorps der Air Force aufgenommen. In der Folge durchlief er alle Offiziersgrade vom Leutnant bis zum Drei-Sterne-General.
Im Lauf seiner militärischen Karriere absolvierte er verschiedene Kurse und Schulungen. Dazu gehörten unter anderem eine Ausbildung zum Kampfpiloten und weitere Fortbildungskurse als Pilot neuer Flugzeugtypen; die Squadron Officer School auf der Maxwell Air Force Base (Maxwell AFB) in Alabama; das Air Command and Staff College (über Fernkurs); das Air War College (ebenfalls über Fernkurs); das National War College in Fort Lesley J. McNair in Washington, D.C.; den Air Force Senior Leadership Course in Greensboro in North Carolina; das Seminar XXI, Foreign Political and International Relations am Massachusetts Institute of Technology (MIT); den Joint Force Air Component Commander Course; den General Officer Pre-deployment Acculturation Course und den Joint Flag Officer Warfighting Course. Die letzten drei Kurse fanden alle auf der Maxwell AFB statt. Außerdem erhielt er akademische Grade von der Embry-Riddle Aeronautical University in Florida, der University of North Carolina at Chapel Hill und der Harvard Kennedy School.
In seinen frühen Jahren als Offizier der Luftwaffe war er an verschiedenen Stützpunkten in den Vereinigten Staaten stationiert. Dabei war er als Pilot, Flugausbilder oder Stabsoffizier bei unterschiedlichen Einheiten tätig. Dazwischen absolvierte er die erwähnten Schulungen. Zwischenzeitlich war er zwischen Juli 1985 und Mai 1986 in Deutschland auf der Ramstein Air Base und dann bis Juli 1989 auf der Spangdahlem Air Base stationiert.
Während des Zweiten Golfkriegs war Darryl Roberson als Kampf- und Ausbildungspilot mit der 336th Fighter Squadron im Kriegsgebiet eingesetzt. In den Jahren 1993 bis 1995 gehörte er der Kunstflugstaffel United States Air Force Thunderbirds an, die auf der Nellis Air Force Base in Nevada stationiert ist. Im weiteren Verlauf war er zwischen Januar und November 1996 als Congressional Fellowship Mitglied im Stab von Senator Ted Stevens.
Nach der Beendigung seines Studiums am National War College wurde Roberson auf die Johnson Air Force Base in North Carolina versetzt, wo er das Kommando über die 4th Operations Group übernahm. Diese Funktion hatte er zwischen Juli 2002 und August 2004 inne. Zwischenzeitlich war er zwischen März und Juli 2003 im Irak stationiert. Von August 2004 bis zum Mai 2006 gehörte er dem Stab der Joint Chiefs of Staff in Washington, D.C. an. Dort war er in der Abteilung zur Terrorbekämpfung und Heimatverteidigung (Assistant Deputy Director for Antiterrorism and Homeland Defense) tätig.
Es folgte eine Rückkehr zur Spangdahlem Air Base in Deutschland, wo er das Kommando über das 52. Kampfgeschwader (52nd Fighter Wing) erhielt, das er zwischen Juni 2006 und März 2008 innehatte. Danach kommandierte er bis Dezember 2009 auf der Tyndall Air Force Base in Florida das 325. Kampfgeschwader (325th Fighter Wing). Daran schloss sich eine Versetzung zum Stab des United States Secretary of the Air Force an. Dort war er bis April 2011 in dessen Abteilung für Beziehungen zum Kongress (Legislative Liaison, Office) tätig.
Es folgte eine Versetzung nach Afghanistan. Dort kommandierte Darryl Roberson zwischen April 2011 und März 2012 das 455. Expeditionsgeschwader (455th Air Expeditionary Wing) das auf dem Bagram Air Field stationiert war. Nach seiner Rückkehr war er für drei Monate bis zum Juni 2012 Stabsoffizier im Hauptquartier der Air Force, ehe er zum Stab der Joint Chiefs of Staff zurückkehrte, wo er bis Mai 2014 das Amt des Vice Director for Operations ausübte.
Daran schloss sich eine Rückkehr zur Ramstein Air Base an. Dort übernahm er das Kommando über die 3. Luftflotte (Third Air Force) und gleichzeitig auch über die 17. Expeditionsluftflotte (Seventeenth Expeditionary Air Force). Diese Ämter übte er zwischen Mai 2014 und Juli 2015 aus. Danach wurde er auf die Randolph Air Force Base in Texas versetzt. Am 21. Juli 2015 übernahm er dort als Nachfolger von Robin Rand den Oberbefehl über das Air Education and Training Command. Dieses Kommando behielt er bis zum 16. November 2017 als Steven L. Kwast seine Nachfolge antrat. Anschließend schied Roberson aus dem aktiven Militärdienst aus.
Während seiner aktiven Zeit als Militärpilot absolvierte er über 5400 Flugstunden auf verschiedenen Flugzeugtypen.
Später wurde er Vorstandsmitglied (Executive Director) der Firma GE Aerospace. 

## Daten der Beförderungen
| Abzeichen | Rang               | Jahr              |
| --------- | ------------------ | ----------------- |
|           | Second Lieutenant  | 1. Juni 1983      |
|           | First Lieutenant   | 1. Juni 1985      |
|           | Captain            | 1. Juni 1987      |
|           | Major              | 1. März 1994      |
|           | Lieutenant Colonel | 1. September 1998 |
|           | Colonel            | 1. August 2002    |
|           | Brigadier General  | 21. November 2008 |
|           | Major General      | 7. November 2011  |
|           | Lieutenant General | 30. Mai 2014      |

## Orden und Auszeichnungen
Darryl Roberson erhielt im Lauf seiner militärischen Laufbahn unter anderem folgende Auszeichnungen:
- Air Force Distinguished Service Medal
- Defense Superior Service Medal
- Legion of Merit
- Bronze Star Medal
- Distinguished Flying Cross
- Meritorious Service Medal
- Air Medal
- Aerial Achievement Medal
- Joint Service Commendation Medal
- Air Force Commendation Medal
- Air Force Achievement Medal
- Combat Action Medal
- Joint Meritorious Unit Award
- National Defense Service Medal
- Southwest Asia Service Medal
- Afghanistan Campaign Medal
- Global War on Terrorism Expeditionary Medal
- Global War on Terrorism Service Medal
- Korea Defense Service Medal
- Armed Forces Service Medal
- Air and Space Campaign Medal
- Nuclear Deterrence Operations Service Medal
- Air Force Longevity Service Award
- NATO-Medaille
- Kuwait Liberation Medal (Saudi-Arabien)
- Kuwait Liberation Medal (Kuwait)

Hinzu kommen noch einige Ordensbänder (Ribbons).